# Conclave de 1378
El conclave de 1378 va ser la causa immediata del Cisma d'Occident a l'Església catòlica. Es va celebrar del 7 al 9 d'abril de 1378, esdevenint un dels més curts de la història de l'Església Catòlica. També va ser el primer conclave que es va celebrar al Vaticà i a l'Antiga basílica de Sant Pere, ja que les eleccions i conclaves de Roma anteriors al Papat d'Avinyó s'havien celebrat majoritàriament a la Basílica de Sant Joan del Laterà des de l'elecció papal de 1159.
El Papa Gregori XI va morir el 26 de març de 1378 a Roma, havent tornat d'Avinyó per uns assumptes territorials als Estats Pontificis durant la Guerra dels vuit sants. Tot i que els cardenals francesos constituïen la majoria del Col·legi Cardenalici, amb motiu del precedent Papat d'Avinyó, van deixar-se influenciar pel poder de Roma, que exigia l'elecció d'un papa italià. Van elegir Bartolommeo Prignano, que va prendre el nom de Papa Urbà VI. Va ser l'última vegada que s'elegiria un no cardenal com a papa.